# Liveri
Liveri è un comune italiano di 1 472 abitanti, il meno popoloso della città metropolitana di Napoli in Campania.

## Storia
Le origini di Liveri sono incerte, non vi sono molte e fondate notizie riguardo a tale argomento, ma stando alle narrazioni, le sue origini possono essere varie. Secondo alcune fonti le origini risalgono al tempo in cui i romani combatterono contro i cartaginesi. Questi ultimi, guidati da Annibale, durante l'assedio della ricca Nola, stanziarono gli accampamenti presso una distesa sita ai piedi del colle ove attualmente sorge il paesino, tanto è vero che vi è una spianata denominata "campo di Annibale". Secondo altre fonti, invece, il piccolo centro deriva le sue origini da alcuni spostamenti del popolo nolano verso territori esterni alle mura per sfuggire dalle invasioni e razzie dei visigoti guidati da Alarico.
Storici e ricercatori hanno approfondito i loro studi sulla ricerca per stabilire l’origine urbano detto poi Liveri. Secondo Federico Muto, un primo nucleo abitativo fu quello derivato dallo spostamento di un gruppo umano proveniente da Larinum, città frentana, che si insediò là dove si disse “Vicus Martianus” (oggi Marzano di Nola) e quello più ad ovest, detto Liberi (oggi Liveri).
Lo storico Ambrogio Leone, nel 1500, afferma che i “Nolani” del Colle di Cicala abbandonarono questo sito e per stanziarsi in pianura; alcuni diedero origine ai borghi di San Paolo (oggi San Paolo Bel Sito), di Bardi (oggi Livardi, frazione di San Paolo Bel Sito) e di Liberi (oggi Liveri), mentre altri si accorparono ai nuclei abitativi già esistenti di Marzano (oggi Marzano di Nola) e Casamarciano.
Lo storico Gianstefano Remondini presenta, invece, soltanto l’elenco dei luoghi: San Paolo, Bardi, Scarvajto e Liberi.
Lo storico Musco segue Ambrogio Leone e riferisce che la “Civitas Liberorum” fu dovuta a schiavi restituiti alla libertà. Minieri fa principiare l’origine del paese dalla calata di Alarico e dei Goti (400 d.C.), per la quale alcuni Nolani abbandonarono la città di Nola e si portarono sulle colline.
La verità storica si ritiene rintracciata dal prof. Felice Ianniciello che ha stabilito l’origine del paese Liveri dalla venuta in Italia del Cartaginese Annibale Barca. Costui, dopo Canne (in Apulia), dove inflisse una dura sconfitta ai romani, si diresse verse l’Irpinia e poi verso la piana vesuviana. Dopo un tentativo di prendere Napoli, vi rinunciò e si diresse verso la ricca e opulenta Nola, città turrita e molto estesa, amica dei Romani, il cui Senato teneva ben salda l’alleanza con Roma.
“Aventu eius in propinquum agrum mota nolana est plebs, iam aversa a Romanis et infesta Senatui suo” Così una delegazione della Plebe, che parteggiava per il Cartaginese, si portò al suo accampamento per indurlo a prendere la città. Ma dov’era il campo di Annibale? Dove si era schierato per combattere il nemico? Era sul pianoro che da San Paolo si estendeva a Liveri, Marzano di Nola, Visciano e parte del Vallo di Lauro. Si trova a circa quattro chilometri da Nola e da esso si poteva godere di una vista panoramica della valle fino a Nola e al Vesuvio. La tradizione orale nei secoli, ha definito quel luogo “for’ ’o campo” oppure “ncopp’ ’o campo ’e Annibale”. Ciò dimostra la veridicità storica. Ad acclarare tutto ciò viene in aiuto il sommo Tito Livio, che nella sua opera “AB URBE CONDITA LIBRI” tratta proprio dell’argomento storico che interessa. Vi è riportato lo scontro tra i Romani-Nolani e i Cartaginesi. Egli dice: Mille fere passuum inter urbe erant castraque; eo spatio (et sunt omnia campi circa Nolam) concurrerunt”. A circa due chilometri dalla città vi fu una battaglia, quindi l’accampamento doveva essere ad altrettanta distanza, tenendo presente che tra Nola e il piano scorreva un fiumicello denominato il Dragone, utile per Barcida. Dopo la vittoria dei romani e la delegazione della plebe di circa settanta persone fu passata per le armi. Successivamente un'altra delegazione si portò da Annibale ma questi preferì allontanarsi dal vesuviano. I Nolani fuoriusciti preferirono rimanere negli accampamenti del Barcida (raggiunti poi dai familiari) e diedero origine a quel raggruppamento umano che prese il nome di Liberi (dalla schiavitù dei Romani). Tutto ciò si svolse negli anni 216, 215, 214, a.C.

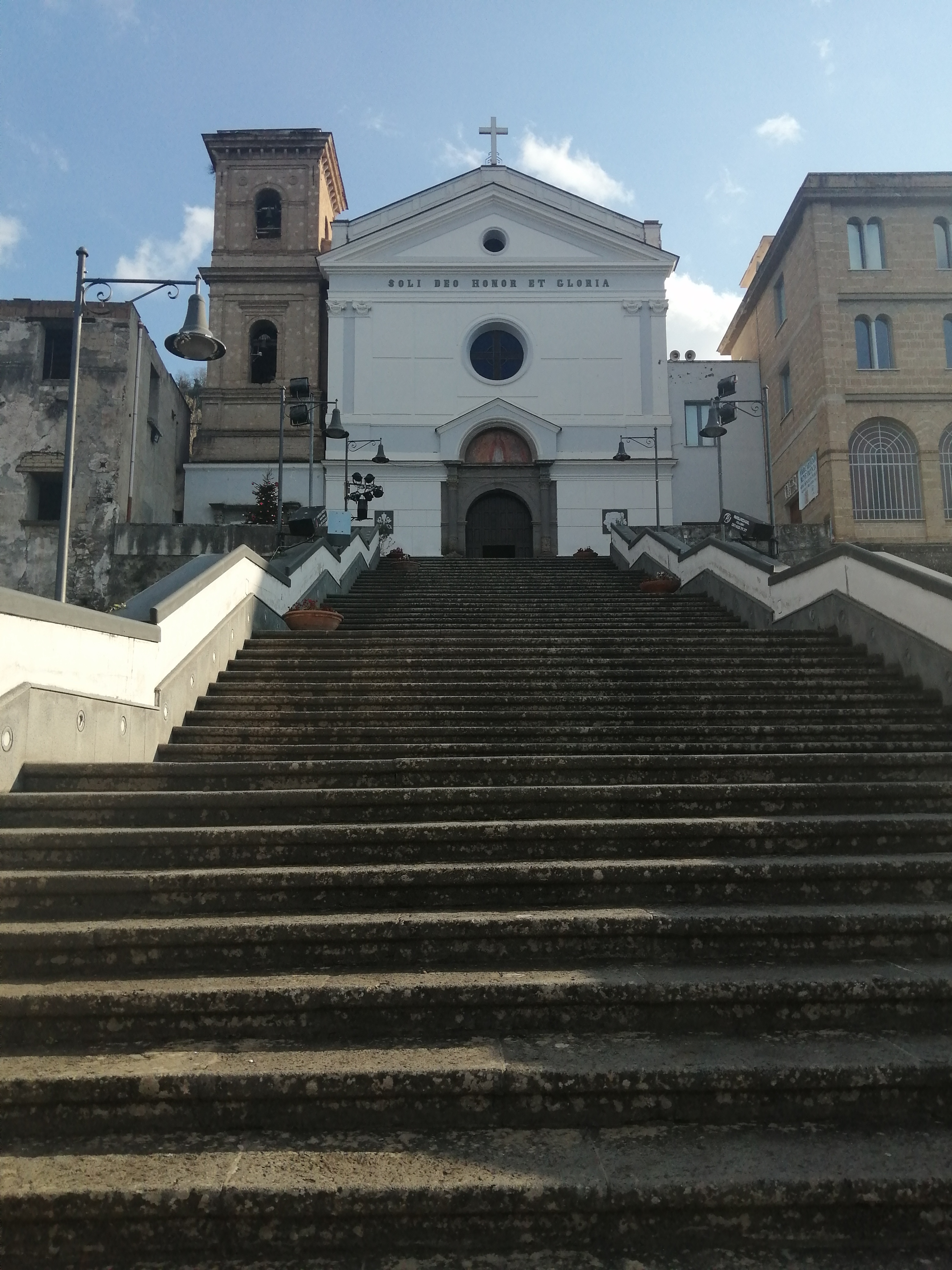
Santuario di Santa Maria a Parete visto dalla scalinata

Notizie certe sulla storia del paese si hanno a partire dal XVI secolo, quando nel 1514 ci furono varie apparizioni della Madonna ad Autilia Scala, una pastorella del luogo. Da allora Liveri è divenuto un frequentato luogo di culto per il Santuario di Santa Maria a Parete, costruito nello stesso secolo e adornato ad opera del nobile patrizio nolano Girolamo Barone tra il 1603 e il 1607.
Nel 1600 fu casale di Nola, feudo della famiglia Mastrilli e in seguito della famiglia Barone.
Donna Lucrezia della nobile famiglia dei Filomarino di Napoli "felicemente accasata a don Marcello della famiglia patrizia dei Barone di Nola… lasciò, tra le sue volontà testamentarie, un legato di trecento ducati, da spendere per i lavori di abbellimento della cappella della Vergine e ne onerò il diletto figlio Girolamo, anch'egli devotissimo alla Vergine. nell'anno 1604, Girolamo Barone, facoltoso patrizio Nolano, zio dell'omonimo barone della terra di Liveri, dispose, in esecuzione della volontà materna e con il beneplacito e plauso dei Canonici, l'inizio dei lavori di costruzione della nuova Cappella della Vergine. Il relativo progetto, allestito "molto probabilmente da qualche allievo del Bramante" o "da qualche discepolo del bergamasco Cosimo Fanzaga" [P. C, Canterino "Il Santuario di S.Maria a Parete regina delle Vittorie" 1927] prevedeva la demolizione dell'originaria Cappella, conservando intatta la sola parete con l'ornato antico intorno all'icona della Vergine e la costruzione di un tempietto a forma rettangolare e "a guisa della Santa Casa di Loreto" [Ibidem]. Per l'esecuzione dei programmati lavori egli aveva contattato i migliori maestri di fabbrica e stucchi, nonché i più noti e valenti maestri dell'arte pittorica che "godevano in quel torno di tempo fama di distinti artisti" [Cav. Camillo Guerra "Memoria sul piccolo Tempio della Chiesa di Liveri"].
Un incendio di natura dolosa, la notte del 29 gennaio 1989, ha distrutto in parte il Santuario, poi ricostruito; si conserva intatto nei secoli il tempietto della Madonna Regina delle Vittorie, affrescato da Belisario Corenzio, mentre sono andate perdute importanti tele del 1500.

### Simboli
Lo stemma del comune è stato concesso con decreto del presidente della Repubblica del 5 febbraio 2005.
(D.P.R. 05.02.2005)
Il titolo di "Civitas Mariae", sottolinea il culto mariano che segna fortemente il paese di Liveri.
Il gonfalone è un drappo di azzurro.

## Monumenti e luoghi d'interesse
- Santuario di Santa Maria a Parete

## Società

### Evoluzione demografica
Abitanti censiti

### Etnie e minoranze straniere
Secondo i dati ISTAT al 31 dicembre 2010 la popolazione straniera residente era di 62 persone. Le nazionalità maggiormente rappresentate in base alla loro percentuale sul totale della popolazione residente erano:
- Romania 31 1,86%
- Ucraina 17 1,02%

## Economia
La città mariana è da sempre definita il borgo della luce. Tale appellativo è riconducibile anche alla vetusta lavorazione della cera. Il particolare materiale noto fino dall'antichità, si adatta alle varie esigenze richieste da creazioni di varie dimensioni e all'attitudine dell'artista che la plasma. A Liveri le cererie operanti sono 14, la maggior parte delle quali ubicate nella zona PIP (Piano Insediamento Produttivo), e producono ceri artistici e liturgici e, inoltre, paraffine industriali.

## Infrastrutture e trasporti
- Ex strada statale 403 del Vallo di Lauro attraversa gran parte del territorio comunale sotto la denominazione di "Via Nazionale".

## Amministrazione
Di seguito è presentata una tabella relativa alle amministrazioni che si sono succedute in questo comune.
| Periodo | Periodo   | Primo cittadino            | Partito                   | Carica                    | Note |
| ------- | --------- | -------------------------- | ------------------------- | ------------------------- | ---- |
| 1985    | 1990      | Felice Coppola             | Democrazia Cristiana      | Sindaco                   |      |
| 1990    | 1992      | Felice Coppola             | Democrazia Cristiana      | Sindaco                   |      |
| 1992    | 1992      | Sergio Rossana             | commissario prefettizio   | Sindaco                   |      |
| 1992    | 1992      | Sergio Rossana             | commissario straordinario | Sindaco                   |      |
| 1992    | 1996      | Felice Coppola             | Democrazia Cristiana      | Sindaco                   |      |
| 1996    | 1997      | Antonio Scala              | Partito Popolare Italiano | Sindaco                   |      |
| 1997    | 1999      | My - Cortimiglia - Insegno |                           | commissione straordinaria |      |
| 1999    | 2004      | Felice Coppola             | Partito Popolare Italiano | Sindaco                   |      |
| 2004    | 2009      | Felice Coppola             | La Margherita             | Sindaco                   |      |
| 2009    | 2014      | Raffaele Coppola           | Lista civica              | Sindaco                   |      |
| 2014    | 2019      | Raffaele Coppola           | Lista civica              | Sindaco                   |      |
| 2024    | In carica | Raffaele Coppola           | Lista civica              | Sindaco                   |      |